# Hemihyalea asignata
Hemihyalea asignata är en fjärilsart som beskrevs av Gottfried Christian Reich 1938. Hemihyalea asignata ingår i släktet Hemihyalea och familjen björnspinnare. Inga underarter finns listade i Catalogue of Life.